# 牛腱

牛的美式切法

牛尾腱（英語：beef shank），又叫腱子、牛展，是牛小腿上的肌肉。牛肉麵裡使用的牛肉，通常都會用牛腱或牛腩。

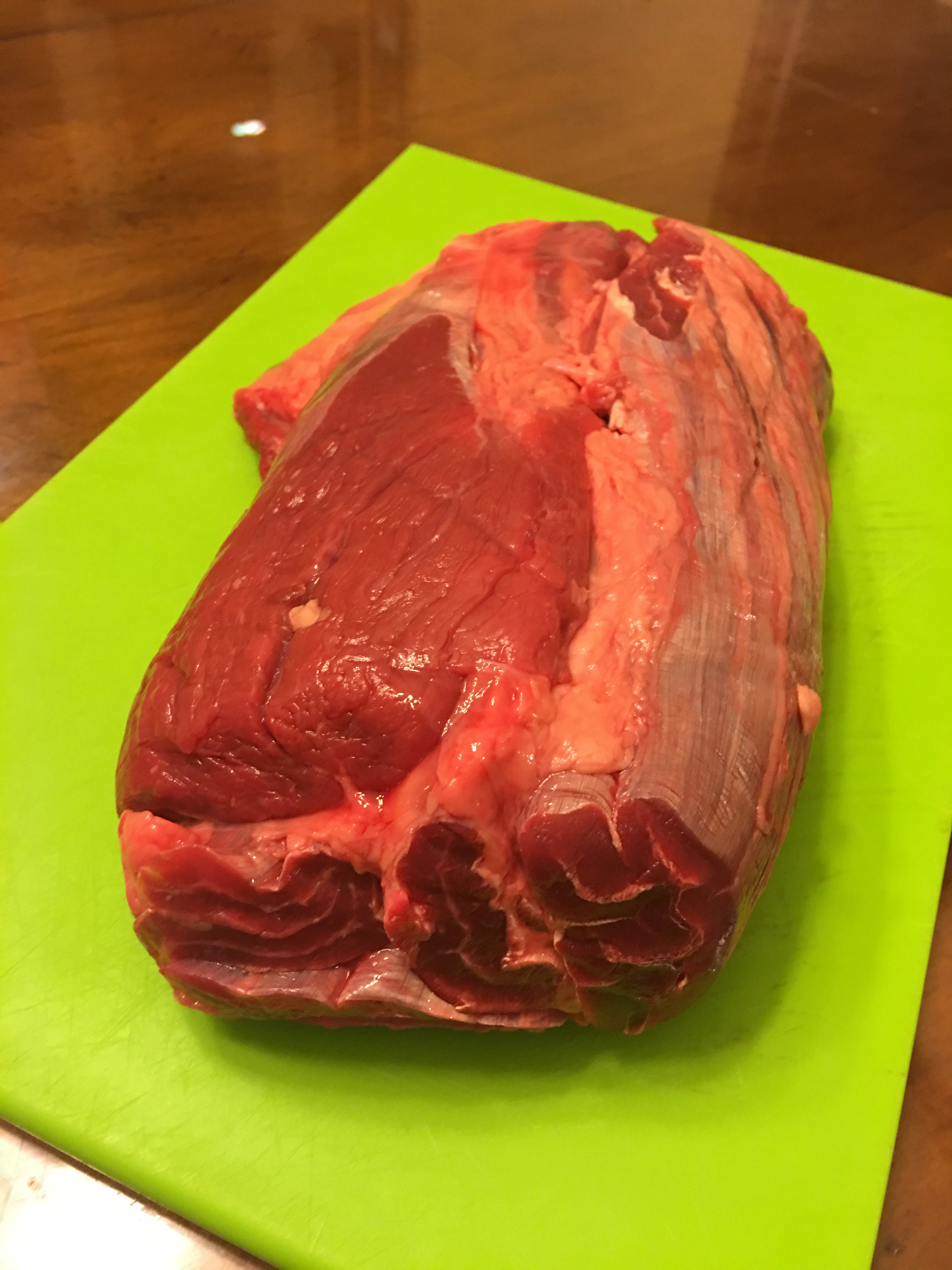
Raw Beef shank whole cut

因为腿上肌肉在走动中反复被使用，所以这部分肉质富含肌肉纤维，颜色鲜红，感观新鲜细腻，属于不含人为水份的纯瘦肉型。在烹饪中，牛腩主要用来制作卤味或者炖汤，是紅酒燉牛肉的理想食材。同时因为属于纯瘦肉，也被广泛用于制作低脂牛绞肉。

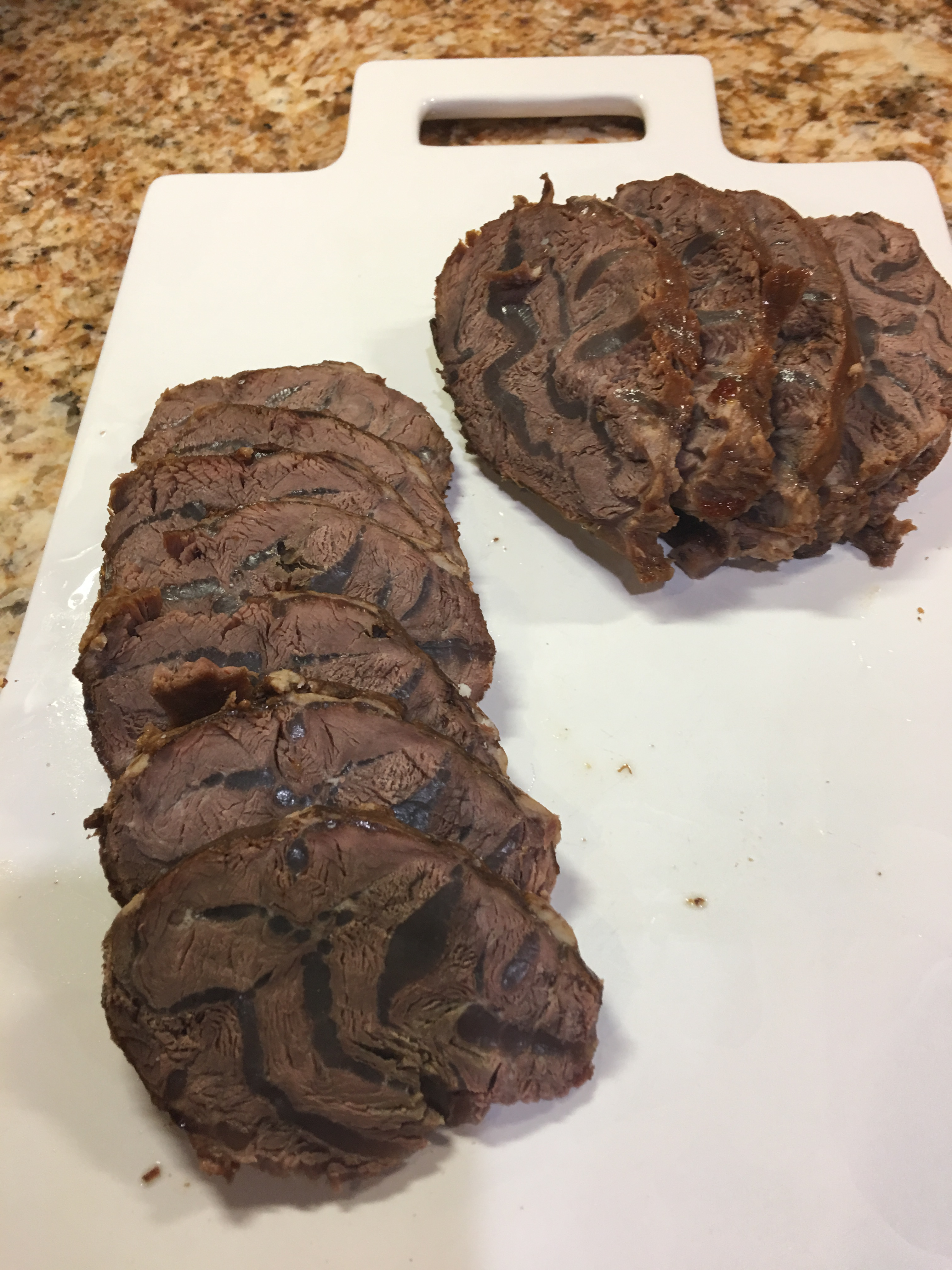
卤味牛腱切片

牛尾腱的食用在亚洲地区非常普遍。中式切法是沿着腿骨，切下整块不带骨的牛肉。但美式切法是垂直于腿骨方向下刀，切下中心带骨的牛肉。

## 分類
- 前腱：牛前腿的肌肉
- 後腱：牛後腿的肌肉
- 花腱
- 腱子心
- 邊腱